# Svante Sundman
Svante August Sundman, född 12 maj 1895 i Helsingfors, död där 13 februari 1969, var en finländsk sjöofficer och ämbetsman. 
Sundman genomgick Sjökrigsskolan 1920–1922 och tjänstgjorde därefter bland annat som flottiljchef på Ladoga och som chef för Sjökrigsskolan, innan han 1936 blev chef för sjöstridskrafternas stab; var 1938–1944 generaldirektör för Sjöfartsstyrelsen och 1944–1965 chef för sjöfartsavdelningen vid handels- och industriministeriet. Han uppnådde konteramirals grad 1943. 
Sundman verkade därtill 1948–1953 som ordförande i delegationen för krigsskadeståndsindustrin och som chef för ämbetsverket SOTEVA. Han medverkade bland annat till moderniseringen av isbrytarflottan efter andra världskriget.